# Santuari de Bellmunt
El santuari de Bellmunt és un santuari del municipi de Sant Pere de Torelló (Osona) que està situat al cim de la serra de Bellmunt, a 1.246 m d'altitud. Disposa d'un mirador des d'on es veu la plana de Vic, els Pirineus, la vall del Ges i el Bisaura. El Santuari -totalment edificat sobre roca viva- disposa de servei de restaurant i hostatgeria al mateix edifici. S'hi pot accedir a peu o en cotxe des de Sant Pere de Torelló, i a peu des de Vidrà. La imatge de la Mare de Déu de Bellmunt és una estàtua d'alabastre pintat de 22 cm. Jacint Verdaguer, en un dels versos inicials de L'emigrant, l'anomenà ermita al cel suspesa. És una obra protegida com a Bé Cultural d'Interès Local.

## Descripció
Edifici de cos únic i perímetre irregular, adaptat a les cingleres rocoses sobre les quals està construït i cobert amb teulada unitària a dues vessants. Està format per tres crugies en direcció Est/Oest. La crugia nord té tres plantes superposades, ocupades pels dormitoris i els serveis de l'hostal. A la central hi ha l'església i a sota el bar. A la crugia sud es superposen la cuina, a baix, i el menjador sota la coberta. Davant la façana de l'església s'obre una plataforma assentada sobre la penya i delimitada per gruixudes parets de pedra.
L'església és de planta de creu llatina, d'una sola nau i amb capçalera recta. La coberta és feta amb volta d'aresta de maó de pla i els arcs torals del transsepte amb arcs de mig punt. L'edifici consta de cinc trams, els dos darrers, van ser afegits posteriorment i tenen una funció de vestíbul, ja que comuniquen amb diverses dependències del santuari. L'accés al temple, per ponent, presenta una llinda feta amb carreus segurament reutilitzats i datada el 1607.
Al seu interior hi ha la imatge de la Mare de Déu amb el Nen, gòtica.
El campanar, d'espadanya, presenta un sol arc de mig punt orientat al sud.

## Història
El santuari ocupa probablement el lloc de l'antic castell de Ça Reganyada, documentat el 1020 en els testaments del comte de Besalú, Bernat I de Besalú, relacionat amb els castells de Besora, Curull, Urig i Lluçà. Durant el segle xiii, diverses donacions i testaments esmenten el lloc, encara que no és fins al segle xv que en tenim notícies més directes amb els Llibres d'Obra. Entre el 1587 i el 1607 es feren unes obres que modificaren tot l'edifici. A partir d'aquest moment, i durant els segles XVIII-XIX, el santuari sofreix múltiples danys i restauracions a causa de diferents incendis, robatoris, destrosses i saquejos (1666, 1822, 1835, 1878), essent finalment molt malmès després de la Guerra Civil, després de la qual es feu l'última restauració.
L'origen de l'església és incert tot i que el podem relacionar amb el del castell, no és fins al segle xiii que apareix en diverses donacions i testaments com la deixa testamentària del 19 de març del 1240 del vigatà Pere de Serra. A partir del segle xv disposem de dades més concretes recollides en els Llibres d'Obra on, en el primer dels inventaris coneguts, es fa la descripció d'una església que sembla de factura romànica. Les grans reformes dutes a terme entre el 1587 i el 1607 donen a l'església la forma actual amb l'afegitó del dos trams finals. El 1623 es contracta la construcció d'un nou altar a Domènec Casimira, escultor de Ripoll, i una nova imatge de la Verge. Des de 1438 i fins 1830 cada any dos feligresos diferents, un pagès i un vilatà, vinculats al rector s'encarregaven de l'església. Apareixen anomenats com obrers en els Llibres d'Obra de Bellmunt (1599-1879). D'aquests sobresurten Bernat Vinyoles i Bernat Joan Espona que dugueren a terme les reformes entre 1587 i 1607 juntament amb Pere Pau el mestre cases de Torelló, Francesc Parrau i Toni Maurell.

## Galeria d'imatges

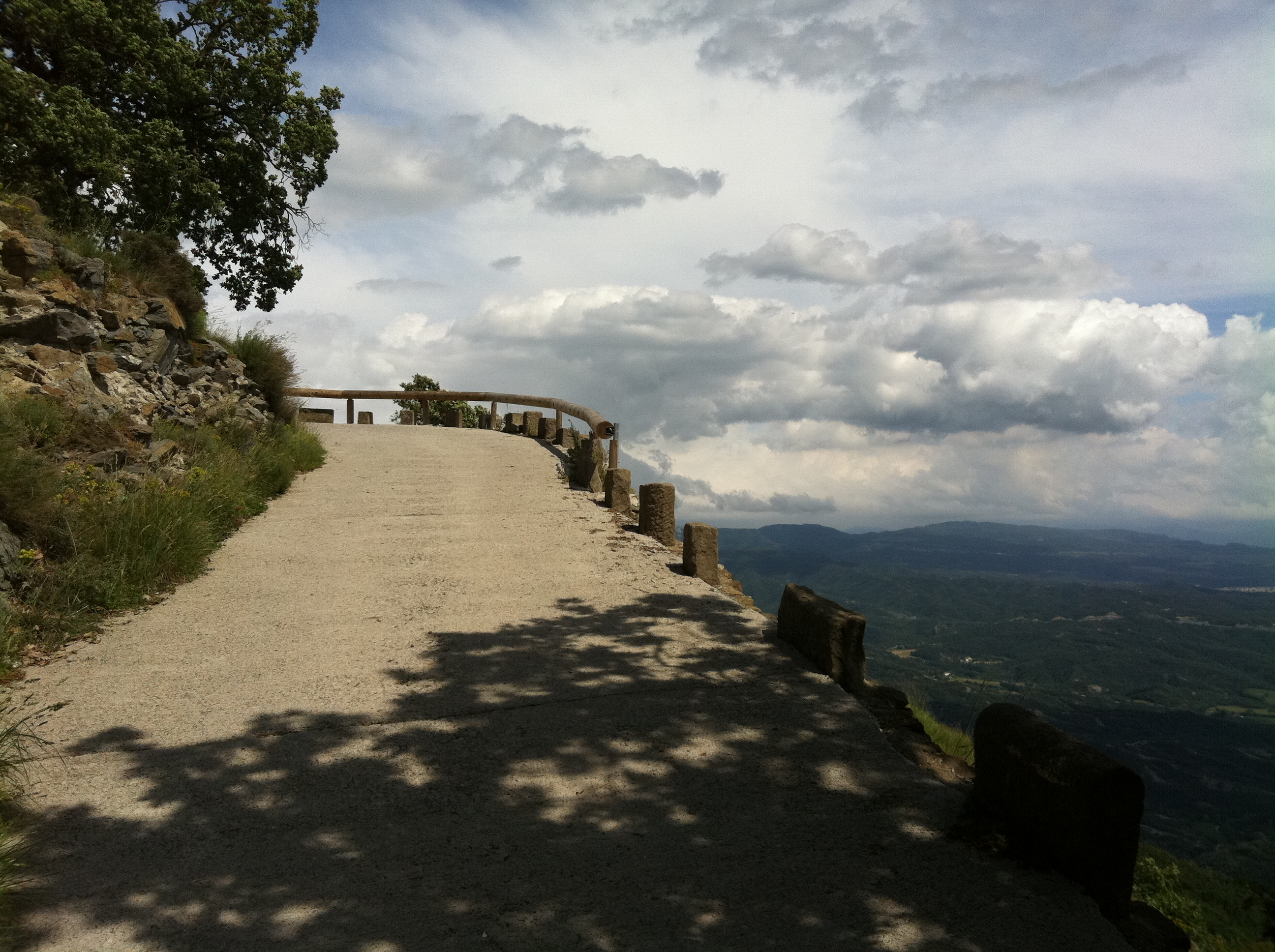
Pujada al Santuari
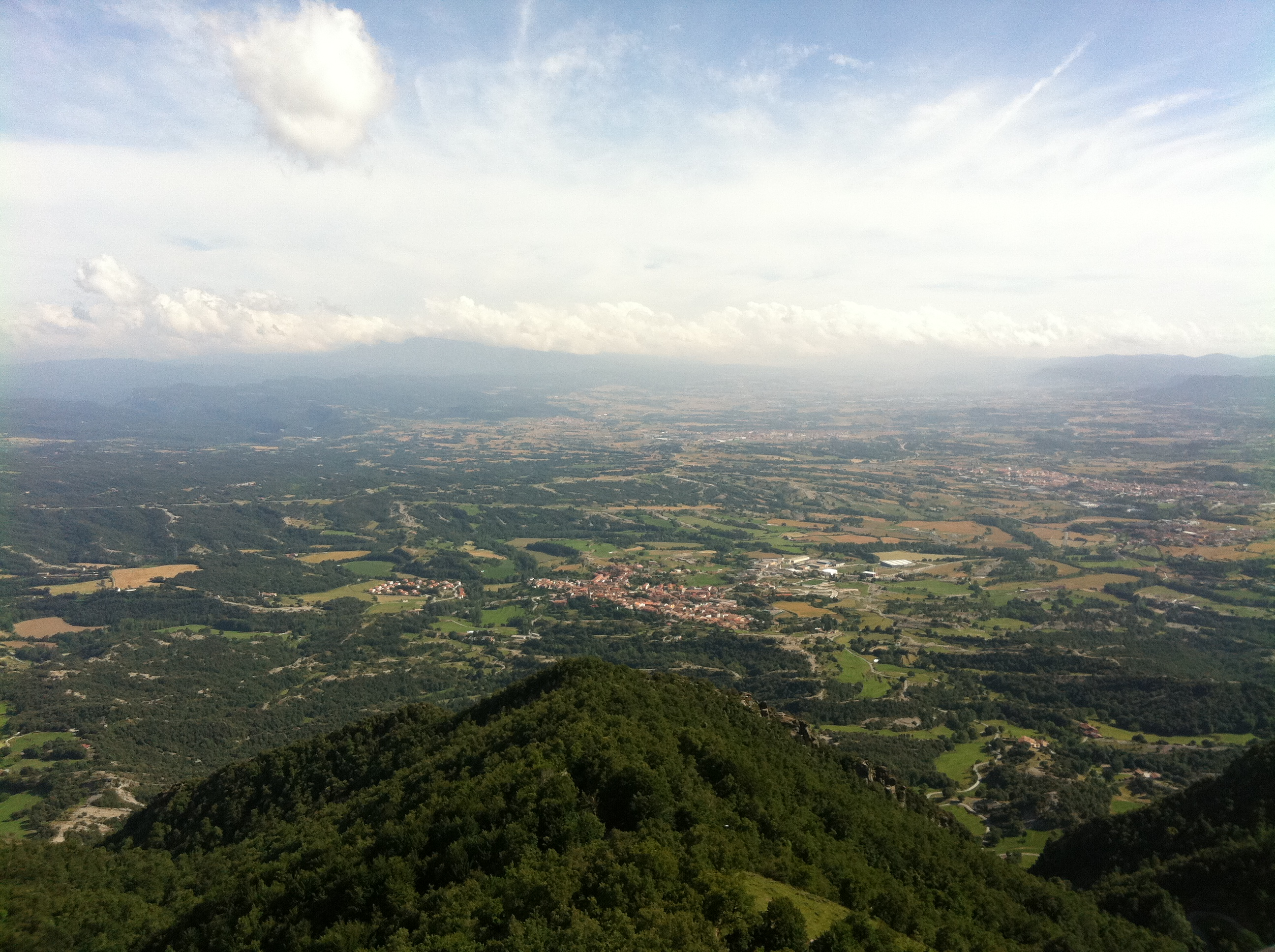
Vista general de la plana de Vic
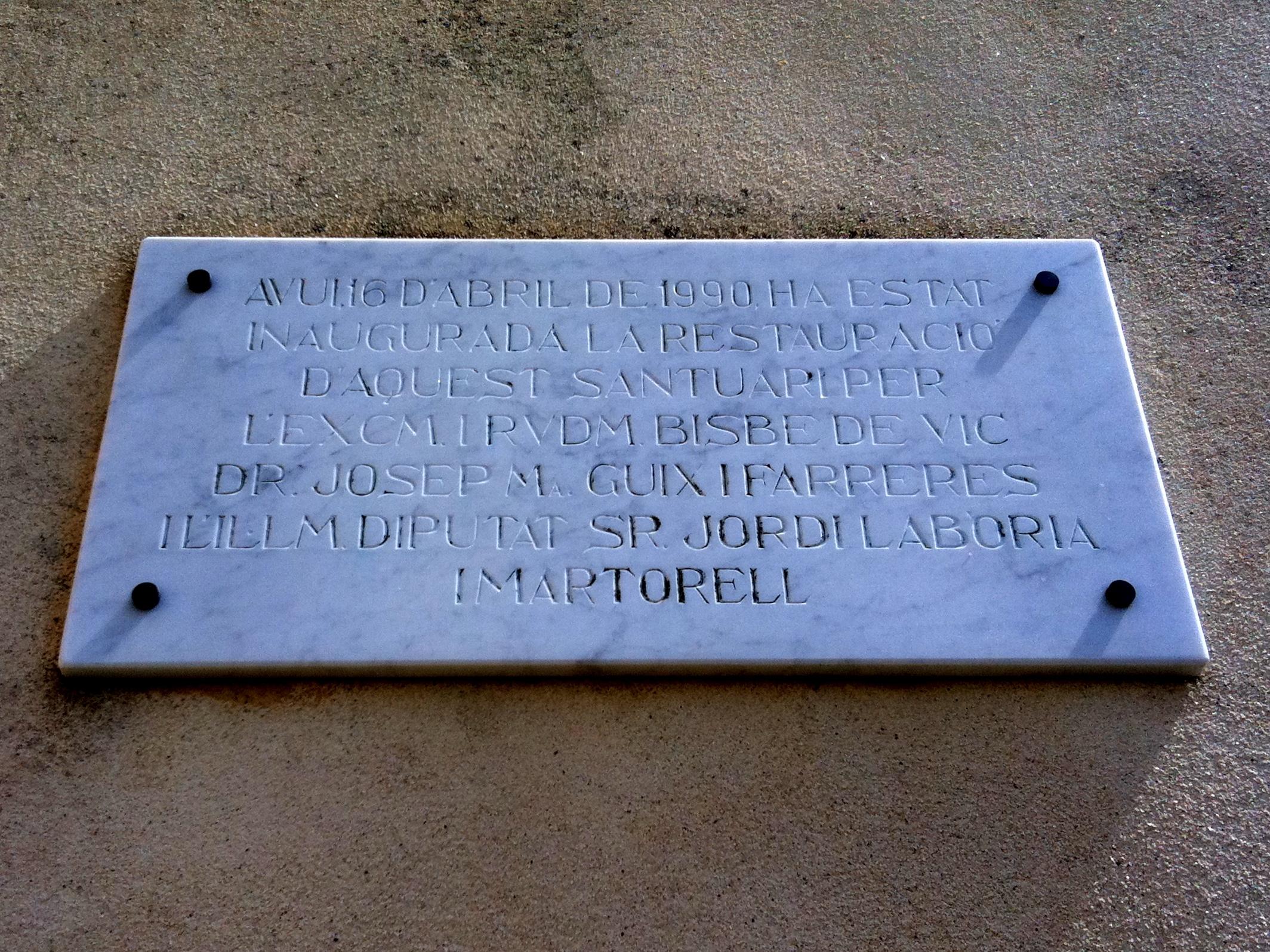
Placa de reinauguració
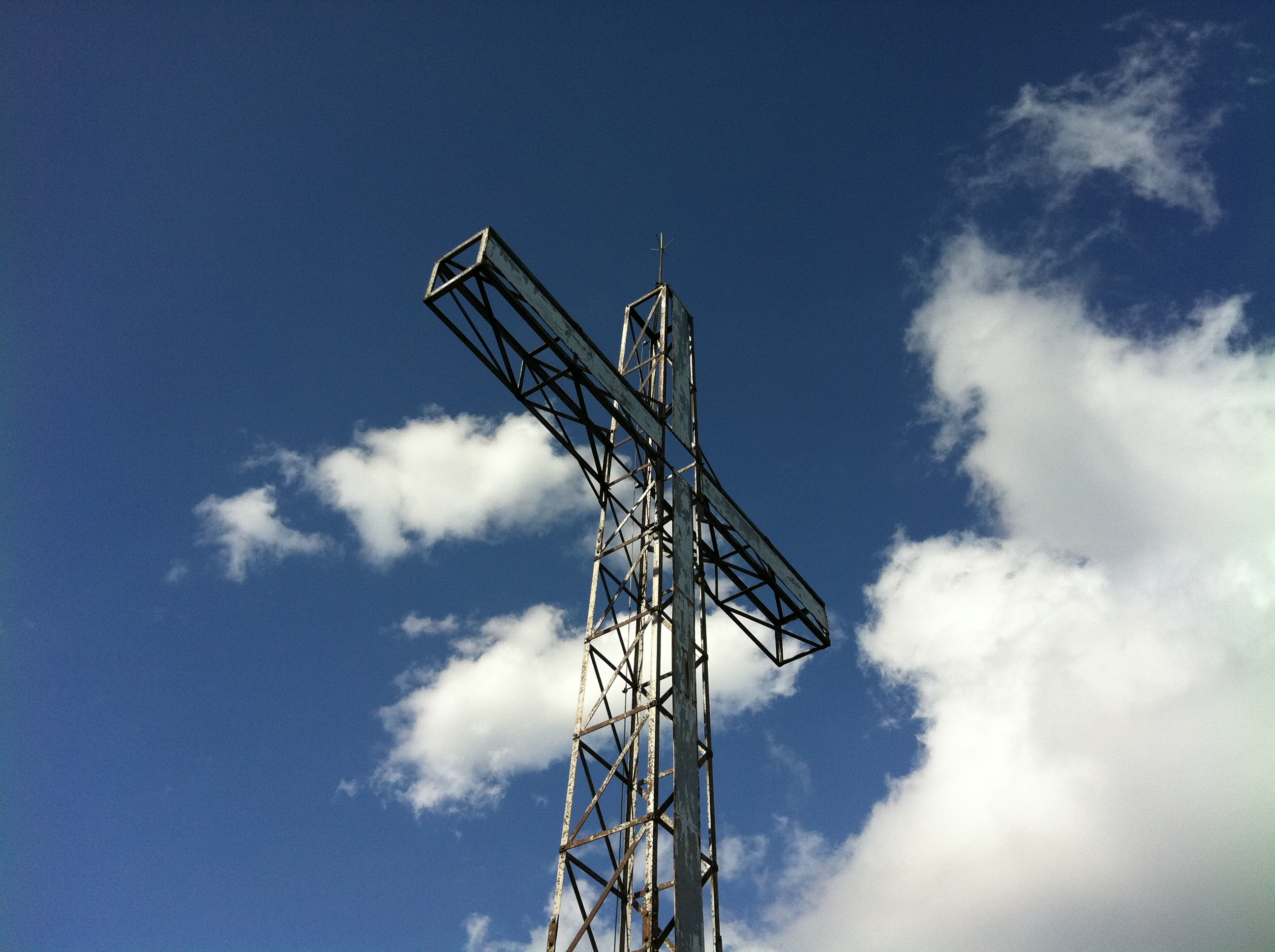
Creu de ferro al costat del santuari
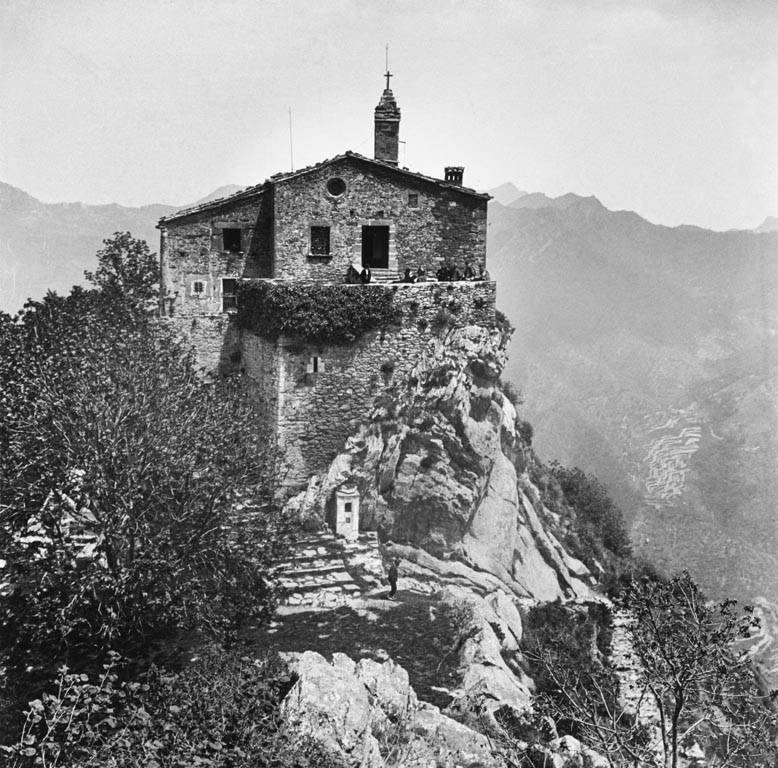
El Santuari, cap a 1910.